# Aliezira
Aliezira (łac. Dioecesis Insulae Viridis) – stolica historycznej diecezji w Hiszpanii, istniejącej w pierwszych wiekach. 
Współczesne miasto Algeciras we wspólnocie autonomicznej Andaluzja. Obecnie katolickie biskupstwo tytularne ustanowione w 1969 przez papieża Pawła VI.

## Biskupi tytularni
| Lp. | Biskup                    | Funkcja                                         | Od                | Do                  |
| --- | ------------------------- | ----------------------------------------------- | ----------------- | ------------------- |
| 1   | Francesco Rossi           | biskup pomocniczy Mediolanu (Włochy)            | 29 listopada 1969 | 18 grudnia 1972     |
| 2   | Altivo Pacheco Ribeiro    | biskup pomocniczy Juiz de Fora (Brazylia)       | 10 listopada 1973 | 13 czerwca 1987     |
| 3   | Lluís Martínez Sistach    | biskup pomocniczy Barcelony (Hiszpania)         | 6 listopada 1987  | 17 maja 1991        |
| 4   | Joan Carrera Planas       | biskup pomocniczy Barcelony (Hiszpania)         | 16 lipca 1991     | 3 października 2008 |
| 5   | Salvador Cristau Coll     | biskup pomocniczy Terrassy (Hiszpania)          | 18 maja 2010      | 3 grudnia 2021      |
| 6   | Cristóbal Déniz Hernández | biskup pomocniczy Wysp Kanaryjskich (Hiszpania) | 16 lutego 2022    |                     |